# Ninoxe mineure
Ninox sumbaensis
Espèce
Statut de conservation UICN

 EN  : En danger
Statut CITES
La Ninoxe mineure (Ninox sumbaensis) est une espèce de rapace nocturne de la famille des Strigidae.

## Distribution
Cette espèce est endémique de Sumba dans l'archipel des petites îles de la Sonde en Indonésie.

## Étymologie
Son nom spécifique, composé de sumba et du suffixe latin -ensis, « qui vit dans, qui habite », lui a été donné en référence au lieu de sa découverte. 

## Publication originale
- Olsen, Wink, Sauer-Gürth & Trost, 2002 : « A new Ninox owl from Sumba, Indonesia ». Emu, vol. 102, n. 3, p. 223-231 (texte intégral).